# ゴードン・ライト
ゴードン・ブルックス・ライト（Gordon Brooks Wright, 1934年12月31日 - 遺体発見日 2007年2月14日）は、アメリカの指揮者。
ブルックリンの生まれ。ウースター大学で音楽を学び、1961年にウィスコンシン大学で芸術学の修士号を得た。その後、ザルツブルクのモーツァルテウムに留学してカール・メレスらに指揮法を教わった。
ウィスコンシン大学在学中より、自ら室内管弦楽団を結成しており、1969年からはアラスカ州のフェアバンクス交響楽団の音楽監督に就任すると同時に、アラスカ大学の音楽教師になった。1970年には北極室内管弦楽団を創設している。ヨーロッパ遊学中にエミール・フォン・レズニチェクの音楽に惚れ込み、1982年には自らレズニチェク協会を設立した。1989年にアラスカ大学の教師職やフェアバンクス交響楽団及び北極室内管弦楽団の音楽監督職から身を引いたが、レズニチェク協会での活動は継続した。2003年からフロリダ州のキーズ室内管弦楽団の首席客演指揮者を務めた。
環境運動家としても活動し、1971年にはフェアバンクス環境センターを設立している。
アラスカ州アンカレッジ近郊インディアンにて死去。遺体は山小屋のフロントポーチに腰かけた状態で発見された。死因ははっきりしないが、事件性はないとみられる。